# Gare de Vernazza
La gare de Vernazza (en italien : stazione di Vernazza) est une gare ferroviaire située sur le territoire de la commune de Vernazza, dans la province de La Spezia, en Ligurie, dans le nord-ouest de l'Italie.

## Situation ferroviaire
Établie à 14 mètres d'altitude, la gare de Vernazza est située au point kilométrique 73,607 de la ligne Gênes-Pise.
Elle est dotée de deux voies encadrant un unique quai central.

## Histoire

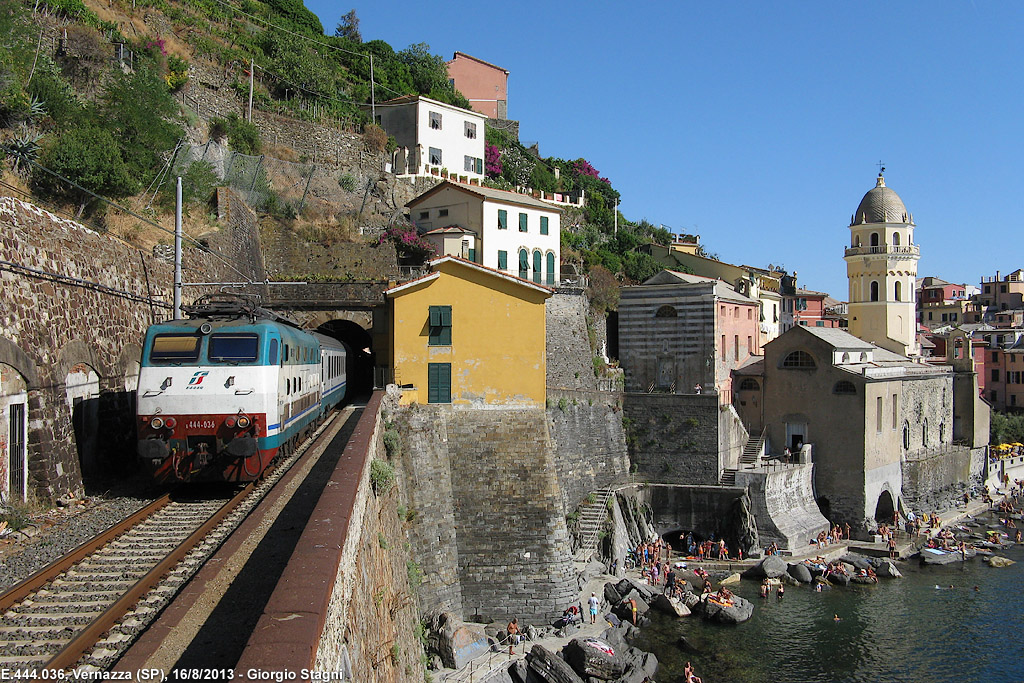
Train Intercity à destination de Milan passant au niveau du bâtiment voyageurs de l'ancienne gare.

La première gare de Vernazza a été inaugurée le 24 octobre 1874, en même temps que la section de Sestri Levante à La Spezia de la ligne Gênes-Pise. Le 15 septembre 1913, un court embranchement en amont de la gare a été mis en service afin de permettre aux trains de fret de desservir la gare.
Le 15 janvier 1962, le doublement de la voie entre Monterosso et Corniglia est inauguré ainsi que la nouvelle gare de Vernazza, située plus à l'est que la précédente, entre les tunnels du Riolo et de Vernazza. En raison du manque d'espace disponible hors tunnel, cette nouvelle gare s'étend également dans les deux tunnels encadrants. Ce nouvel aménagement avait également permis de construire un bâtiment pour les passagers et une petite cour pour les marchandises.

## Service des voyageurs

### Accueil
Gare de Ferrovie dello Stato Italiane, elle est dotée d'un bâtiment voyageurs avec un guichet et un Distributeur automatique de titres de transport.

### Desserte
La gare de Vernazza est desservie toutes les heures toute l'année par des trains Regionale reliant Sestri Levante à La Spezia, dont certains sont amorcés depuis Savone ou Gênes. Une paire de trains Regionale Veloce reliant Gênes à La Spezia marque également l'arrêt en gare de Vernazza.
En saison touristique, les trains Regionale « Cinque Terre Express » assurent une desserte omnibus cadencée à la demi-heure entre Levanto et La Spezia Centrale, dont certains trains sont prolongés jusqu'à La Spezia Migliarina ou Sarzana.

### Intermodalité
La gare de Vernazza n'est en correspondance avec aucune autre ligne de transports en commun.